# Bion 5
O Bion 5 (em russo: Бион 5) também referenciado como Kosmos 1129, foi um satélite soviétcio de pesquisas biológicas. Ele foi o quinto satélite da série Bion de satélites artificiais. Foi lançado em 25 de setembro de 1979 às 15:30 UTC do Cosmódromo de Plesetsk, União Soviética (atualmente na Rússia), através de um foguete Soyuz. Ele retornou a terra em 16 de março de 1980 e contou com a colaboração de cientistas de sete países: Tchecoslováquia, Hungria, França, Romênia, Estados Unidos, Polônia e Alemanha Ocidental.

## Objetivos da Missão
A missão Bion 5 realizou diversos estudos biológicos, incluindo a primeira tentativa de criação de mamíferos (ratos) no espaço, que não teve êxito. Experimentos estadunidenses foram executados para estudar os efeitos da radiação em ratos, embriões de codorna e de diversas plantas. Também foram realizados estudos sobre o efeito da microgravidade sobre os músculos e ossos de ratos e estudos da embriogênese de aves no espaço. Foram investigados os efeitos da microgravidade sobre os tecidos das plantas, utilizando cenoura e cenoura tecido de cancro para estudar os efeitos do voo espacial sobre o crescimento e desenvolvimento de plantas. Como na missão anterior, enviou-se 30 ratos da espécie Rattus norvegicus para estudos fisiológicos no qual sete ratos adicionais foram utilizados em experimentos embriológicas.